# KFF Apolonia
Maillots
Actualités
Le KFF Apolonia est un club albanais de football féminin basé à Fier et fondé en 2013.
Il complète le club de football masculin KF Apolonia Fier fondé en 1925.

## Historique
Le club est fondé en 2013 sous le nom albanais de « Klubi i Futbollit i Femrave Apolonia » (en français : « Club de football féminin Apolonia »).

## Palmarès
- Coupe d'Albanie : 2024